# کارل بئوکس
کارل بئوکس (انگلیسی: Carl Beukes؛ زادهٔ ۳ اکتبر ۱۹۷۶) هنرپیشه اهل آفریقای جنوبی است.
از فیلم‌ها یا برنامه‌های تلویزیونی که وی در آن نقش داشته‌است می‌توان به بادبادک اشاره کرد.